# Faust (Pferd)
Faust (* 1885 in der Normandie) war ein Anglo-Normanne im schweren Warmbluttyp und ein Stempelhengst der Württemberger Warmblutzucht.
Faust wurde in der Normandie geboren und 1888 im Alter von 3 Jahren importiert. Er wurde von Landoberstallmeister von Hofacker im Landgestüt Marbach als Deckhengst aufgestellt. Mit ihm wurde die Rasse auf ein vielseitiges Warmblut-Wirtschaftspferd, das sich insbesondere zum Fahren eignete, ausgerichtet und konsolidiert.
Faust war somit ein Begründer des Typs, der heute Altwürttemberger genannt wird. Der Rassentyp des Altwürttembergers wurde bis in die 1950er Jahre gezogen. Später brach der Markt für schwere Warmblüter völlig zusammen und es wurde in Richtung modernes Sportpferd umgezüchtet. Seit 1988 gibt es einen Förderverein, dessen Züchter sich darum bemühen, den bedrohten Altwürttemberger zu erhalten.

## Belege
1. ↑  Geschichte des Haupt- und Landgestüts Marbach (Seite nicht mehr abrufbar, festgestellt im April 2018. Suche in Webarchiven)  Info: Der Link wurde automatisch als defekt markiert. Bitte prüfe den Link gemäß Anleitung und entferne dann diesen Hinweis. (PDF; 242 kB)
2. ↑  Zuchtversuch zur Erhaltung der bedrohten Pferderasse Altwürttemberger (Seite nicht mehr abrufbar, festgestellt im April 2018. Suche in Webarchiven)  Info: Der Link wurde automatisch als defekt markiert. Bitte prüfe den Link gemäß Anleitung und entferne dann diesen Hinweis., Gerd Gussmann, Matthias Vogt, landinfo, 6/2011.